# Un pizzico d'amore e di magia
Un pizzico d'amore e di magia (Thoda Pyaar Thoda Magic) è un film indiano girato nel 2008.

## Trama
Il facoltoso imprenditore Ranbeer Talwar, dopo aver provocato un incidente costato la vita a una coppia, è costretto dal giudice a mantenere i quattro figli superstiti fino alla maggiore età. I ragazzi, non gradendo la sua presenza, pregano Dio, che manda come babysitter la giovane Geeta, che da subito si fan benvolere dai ragazzi, ma si innamora di Ranbeer.

## Colonna sonora
1. Shankar Mahadevan – Pyaar Ke Liye – 5:07
2. Shankar Mahadevan – Nihaal Ho Gayi – 4:11
3. Shankar Mahadevan, Sunidhi Chauhan – Bulbula – 3:21
4. Anusha Mani – Lazy Lamhe – 5:12
5. Shreya Ghoshal, Sneha Suresh – Beetey Kal Se – 4:56
6. Shankar Mahadevan – Nihaal Ho Gayi (Remix) – 3:51
7. Anusha Mani – Lazy Lamhe (Remix) – 5:58